# سید مرتضی طباطبایی
سید مرتضی طباطبایی (۱۳۲۹ – ۲۵ فروردین ۱۴۰۰) شهردار تهران، قائم‌مقام وزارت کشور در انجمن شهر تهران، سفیر ایران در مکزیک و فرماندار مشهد بوده‌است. او خواهرزاده امام موسی صدر و برادر سید صادق طباطبایی بود.

## نسب
از سادات طباطبایی است که نَسَبِ ایشان به ابراهیم طباطبا پسر اسماعیل دیباج  پسر ابراهیم غمر  پسر حسن مثنی  پسر حسن مجتبی می‌رسد.

## خانواده و تحصیلات
سید مرتضی طباطبایی متولد ۱۳۲۹ شهر قم بود. پدرش سید محمدباقر سلطانی پدر زن سید احمد خمینی بود. طباطبایی در رشته معماری و شهرسازی در دانشکده معماری دانشگاه شهید بهشتی (دانشگاه ملی) تحصیل کرد و در سالهای ۱۳۵۱ تا ۱۳۵۴ در شهرداری تهران مشغول به کار بود. وی با فرشته اعرابی نوه دختر آیت‌الله خمینی ازدواج کرد.

## فعالیت‌های سیاسی و اداری
طباطبایی در سال ۱۳۵۴ ایران را ترک و در لبنان ساکن شد. او از همراهان مهدی چمران در سازمان امل بود. پس از انقلاب به ایران بازگشت و با حکم محمدرضا مهدوی کنی فرماندار مشهد شد. وی سپس به عنوان قائم‌مقام وزارت کشور در انجمن شهر تهران فعالیت کرد و در سال ۱۳۶۳ به عنوان سفیر ایران در مکزیک منصوب شد. وی پس از بازگشت دوباره در سمت قائم‌مقام وزارت کشور در انجمن شهر تهران فعالیت‌های خود را دنبال کرد و در سال ۱۳۶۶ پس از استعفای محمدنبی حبیبی با تأیید آیت‌الله خمینی به عنوان شهردار تهران انتخاب شد و همزمان قائم‌مقام وزارت کشور در انجمن شهر تهران نیز بود.
تخریب محله جمشید واقع در خیابان قزوین تهران، تأسیس کمیسیون ماده ۵ قانون شهرسازی ایران، تأسیس منطقه ۲۱ شهرداری تهران، تصویب و اجرای طرح طبقه‌بندی مشاغل کارگران شهرداری تهران، تأسیس نشریه داخلی شهرداری تهران با عنوان همشهری و طراحی نشان‌وارهٔ شهرداری تهران از جمله اقدامات دوره او بود.

## درگذشت
سید مرتضی طباطبایی در ۲۵ فروردین ۱۴۰۰ در پی یک دوره بیماری طولانی درگذشت. وی در آرامگاه سید روح‌الله خمینی دفن شد.